# A.B.C. Wasp
A.B.C. Wasp byl vzduchem chlazený hvězdicový letecký motor, zavedený do výroby roku 1918 britskou firmou A.B.C. Motors Ltd. (All British (Engine) Company), sídlící v Londýně. Šlo o jeden z prvních nerotačních vzduchem chlazených hvězdicových motorů. Vyráběl se ve verzích Wasp I o výkonu 160 hp a Wasp II (200 hp), z roku 1919. Motory obou verzí poháněly letouny Avro 504K, Sopwith 8F.1 Snail či Westland Wagtail.

## Technická data

### A.B.C. Wasp I
- Typ: čtyřdobý zážehový vzduchem chlazený hvězdicový letecký sedmiválec, s přímým náhonem pravotočivé vrtule
- Vrtání válce: 115 mm
- Zdvih pístu: 150 mm
- Plocha pístů: 727 cm²
- Zdvihový objem motoru: 10 906 cm³
- Kompresní poměr: 4,05
- Rozvod: OHV (řízený vačkovým kotoučem), dvouventilový (s jedním sacím a jedním výfukovým ventilem na válec)
- Mazání: tlakové oběžné, se suchou klikovou skříní
- Příprava palivové směsi: dvěma karburátory Claudel-Hobson
- Průměr motoru: 1067 mm
- Hmotnost suchého motoru (tj. bez provozních náplní): 131,5 kg
- Výkony:
  - vzletový: 170 hp (126,7 kW) při 1800 ot/min
  - maximální: 185 hp (138 kW) při 1900 ot/min

### A.B.C. Wasp II
- Typ: čtyřdobý zážehový vzduchem chlazený hvězdicový letecký sedmiválec, s přímým náhonem pravotočivé vrtule
- Vrtání válce: 4,75 in (120,65 mm)
- Zdvih pístu: 6,25 in (158,75 mm)
- Plocha pístů: 800 cm²
- Zdvihový objem motoru: 775 cu.in. (12 704 cm³)
- Kompresní poměr: 4,57
- Rozvod: OHV (řízený vačkovým kotoučem), dvouventilový (s jedním sacím a jedním výfukovým ventilem na válec)
- Mazání: tlakové oběžné, se suchou klikovou skříní
- Průměr motoru: 1085 mm
- Délka motoru: 1143 mm
- Hmotnost suchého motoru (tj. bez provozních náplní): 158,8 kg
- Výkony:
  - vzletový: 175 hp (130,5 kW) při 1650 ot/min